# The Seventh Bandit
The Seventh Bandit (Brasil: O Sétimo Bandido ) é um filme dos Estados Unidos de 1926, do gênero faroeste, dirigido por Scott R. Dunlap e estrelado por Harry Carey.

## Elenco
- Harry Carey ... David Scanlon
- James Morrison ... Paul Scanlon
- Harriet Hammond ... Dr. Shirley Chalmette
- John Webb Dillon ... Jim Gresham
- Trilby Clark ... Ann Drath
- Walter James ... Ben Goring